# Tjeerd de Faber
Drs. Jan-Tjeerd de Faber (Kerkrade, 14 oktober 1955) is oogarts en werkt voor het Oogziekenhuis Rotterdam. Hij is gespecialiseerd in kinderoogheelkunde, cataract (staar), scheelzien en behandeling van oogletsels, onder andere door vuurwerk.
De Faber studeerde van 1974 tot 1982 Psychologie en Geneeskunde aan de Radboud Universiteit en de Erasmus Universiteit. In 1982-1983 volgde hij de huisartsenopleiding, gevolgd door een tropenopleiding. Van 1984 tot 1986 was De Faber een Post Doctoral Fellow bij de Visual Sciences University Texas in Houston. Hierna volgde hij tot 1990 een opleiding tot oogarts in het Oogziekenhuis in Rotterdam. Na nog een jaar een fellowship aan het Pediatric Ophthalmology, Baylor College of Medicine in Houston werd hij hoofd Kinderoogheelkunde en Strabismus in het Oogziekenhuis.
Hij was van 2006 tot 2009 voorzitter van het Nederlands Oogheelkundig Gezelschap.
De Faber is een tegenstander van consumentenvuurwerk vanwege het oogletsel dat dit kan veroorzaken. In 2002 startte hij met het bijhouden van de letselcijfers in zijn eigen ziekenhuis, in 2008 kreeg hij een landelijke registratie van de grond. In 2012 en 2015 was hij spreker bij hoorzittingen in de Tweede Kamer over vuurwerk. Hij startte in 2014 het Vuurwerkmanifest met prof. dr. Jan Keunen om het vuurwerkbeleid in Nederland ter discussie te stellen. Het vuurwerkmanifest bepleit een totaalverbod op consumentenvuurwerk in ruil voor professioneel georganiseerde vuurwerkshows.
De Faber is benoemd tot Officier in de Orde van Oranje Nassau. Hij kreeg de koninklijke onderscheiding op 1 juli 2022 uitgereikt door burgemeester Ahmed Aboutaleb van Rotterdam.
In 2022 ging hij met pensioen. Tijdens de daaropvolgende jaarwisseling ging hij toch weer aan het werk, omdat hij vreesde voor een onrustig oud en nieuw.